# 白い色は恋人の色
「白い色は恋人の色」（しろいいろはこいびとのいろ）は、ベッツィ&クリス（BETSY&CHRIS）のシングル。1969年10月1日発売。発売元は日本コロムビア。

## 解説
アメリカ人女性デュオのベッツィ&クリスが放ったヒット・シングル。
ザ・フォーク・クルセダーズのメンバーだった北山修と加藤和彦が作詞・作曲を手がけたナンバーで、アコースティック・ギターのイントロから始まるフォークソングのひとつ。メンバーのうちクリスがギターを手に持ち、ふたりのヴォーカルで美しいハーモニーを聴かせた。発売は1969年であったが翌年に渡ってヒットを記録し、1970年のオリコン年間ヒットチャートでは第11位にランクインしている。累計売上は80万枚。
ちなみに、作詞・作曲者の両名は、1971年に「あの素晴しい愛をもう一度」を連名で発表してヒットさせたコンビでもある。
前述のザ・フォーク・クルセダーズは2002年に再結成し、不参加だったはしだのりひこの代わりに同グループの熱烈なファンであったTHE ALFEEの坂崎幸之助を新メンバーに迎えて、アルバム『戦争と平和』を発売した。このアルバムに「白い色は恋人の色」のセルフカバーが収録されている。

## 収録曲
1. 白い色は恋人の色
  - 作詞: 北山修、作曲: 加藤和彦、編曲: 若月明人
2. パピルスの船に乗って
  - 作詞・作曲: 郷伍郎、編曲: 若月明人

## 収録作品
ベッツィ&クリスのアルバム
- フォーク・アルバム（2007年4月18日発売、COCA-71131[2]） - M-1・2
- THE BEST OF BETSY & CHRIS（1994年5月21日発売、COCA-11610） - M-1・2
- GOLDEN☆BEST ベッツィ&クリス（2009年1月21日発売、COCP-35361） - M-1・2

コンピレーション・アルバム
- 青春歌年鑑 1970 BEST30（2000年11月22日発売、SRCL-4904）
- DREAM PRICE 愛と青春のフォーク大全集（2002年11月7日発売、MHCL-162/5）
- 恋すれど廃盤 Vol.2 オー・モーレツ（2007年2月21日発売、COCA-71123）
- 僕らの時代 フォーク&ニュー・ミュージックベスト100（5枚組通販CD）
- ヒット・カーニバル（6枚組通販CD）
- 加藤和彦作品集（2012年10月3日発売、COCP-37459～60）

## カヴァー
セルフカヴァー
- 北山修（作詞者） - 『青春詞歌集』（1981年12月21日発売、1995年4月19日にCD化（TOCT-8847）[3]）収録
- ザ・フォーク・クルセダーズ（作詞・作曲者） - 『戦争と平和』（2002年10月30日発売、MUCD-1060）収録

カヴァー
- アグネス・チャン - 『花のように 星のように』（1973年5月10日発売、L-6079W）収録
- 市井紗耶香with中澤裕子 - 『FOLK SONGS』（2001年11月29日発売、PKCP-5002）収録
- 岩崎宏美 - 『Dear Friends II』（2003年11月23日発売、TECN-30944）収録、妹の岩崎良美とデュエットをしている。
- 浦嶋りんこ&谷本賢一郎 - NHK Eテレ幼児番組「フックブックロー」、『あした天気になあれ』（2013年5月22日発売、WPCL-11414）収録。
- 河田純子 - シングル「白い色は恋人の色」（1991年10月25日発売、SRDL-3381）収録
- 五島良子 - シングル「白い色は恋人の色」（1993年7月1日発売、KSD2-1045）収録[4]
- Sumire - シングル「黄昏のビギン」（2013年5月29日発売、UPCH-80322）収録（カップリング曲）、英語詞カバー。
- トワ・エ・モワ - 『FOLK SONGS』（2008年6月25日発売、UICZ-4182）収録
- 林寛子 - 『素敵な16才』（1976年5月発売、C-3064）収録
- 早勢美里 - シングル「すみれ色にひとり」（1996年2月16日発売、FHDF-1535）収録（カップリング曲）
- ヘイリー・ウェステンラ - 『純〜21歳の出会い』（2008年6月4日発売、UCCL-9058）収録
- 茉奈 佳奈 - 『ふたりうた』（2009年1月14日発売、UPCH-20134）収録
- 茉奈 佳奈 feat. シジミジル - 『いのちの歌』（2009年2月18日発売、UPCH-80107）収録
- Mi-Ke - 『忘れじのフォーク 白い2白いサンゴ礁』（1992年4月8日発売、BVCR-2313）収録
- 守谷佳央理&増田未亜 - 『キューティーズ・イン・バリエーション』（1989年11月21日発売、CA-4353）収録
- 蘭華 - アルバム『昭和を詠う〜大切なものへ〜』（2011年10月19日発売。BELLWOOD RECORDS BZCS-1083。編曲：綾部健三郎）収録。朝日放送系テレビ『朝だ!生です旅サラダ』エンディング曲。
- Petty Booka - シングル「白い色は恋人の色」（1997年6月25日発売、CRDS-1）収録
- Plum Planets - シングル「白い色は恋人の色」（2002年10月9日発売、MUCP-5004）収録
- RIKKI - 『加那鳥〜カナリア〜』（2001年10月3日発売、UMCK-1056）収録
- W（ダブルユー） - 『デュオU&U』（2004年6月2日発売、EPCE-5289）収録
- We Can☆Girls - 『We Can☆』（2009年9月9日発売、FKCS-09003）収録
- Paix2 - 『逢えたらいいな』（2005年10月19日発売、COCP-33386）収録

※『（かっこ）』はアルバム・タイトル名

## タイアップ
- 日野自動車 - ライジングレンジャーFC - CMソング（1995年）
- クレヨンしんちゃん 嵐を呼ぶ モーレツ!オトナ帝国の逆襲 - 挿入歌
- 初恋 - 挿入歌